# Arman Mehakovic
Arman Mehakovic (født 9. marts 1988) er en bosnisk professionel fodboldspiller, der spiller for Svebølle.
Arman har desuden medvirket i afsnit 14 af DR-serien Rejseholdet i en alder af 13 år.